# Königshügel (Selk)

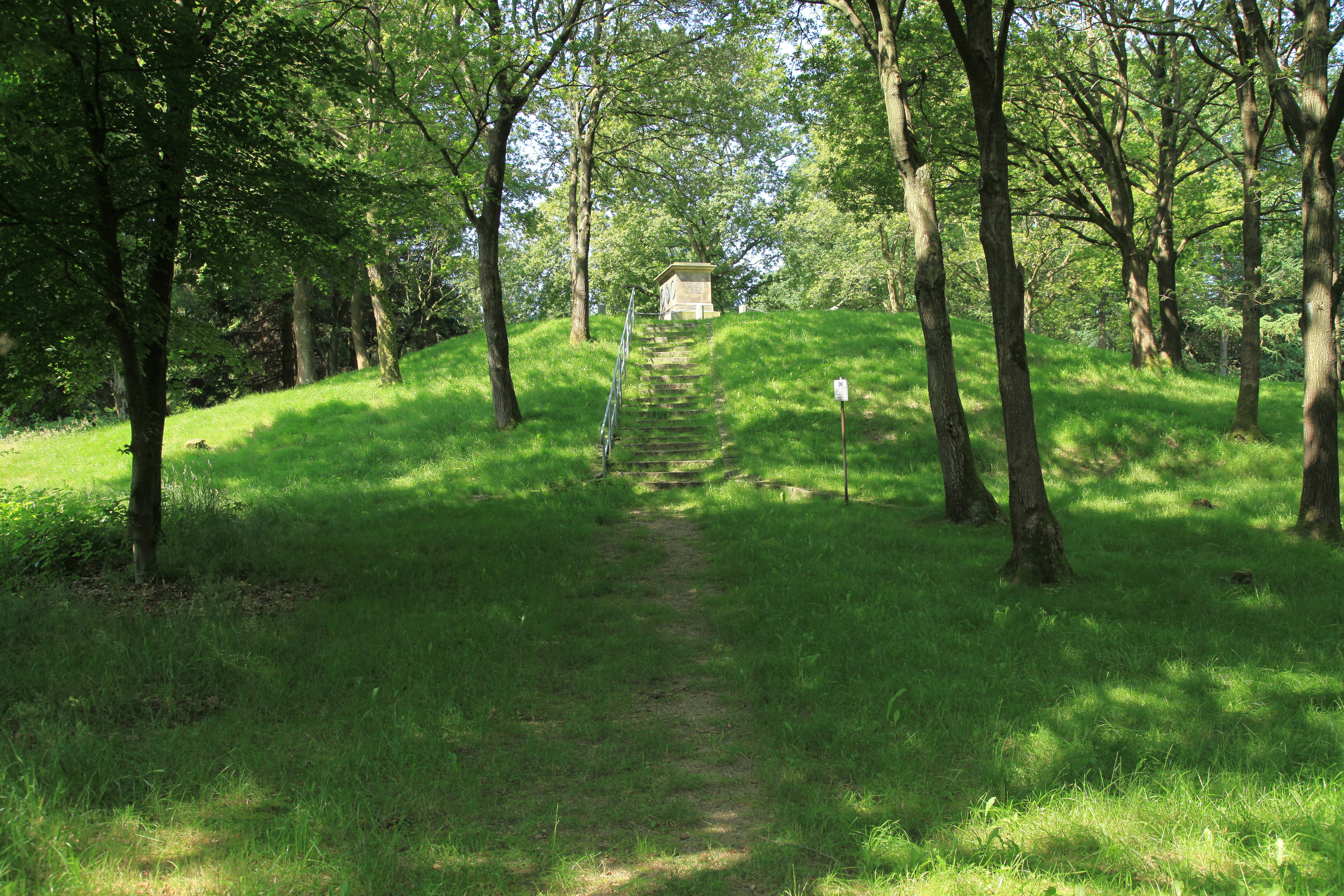
Grabhügel Königshügel

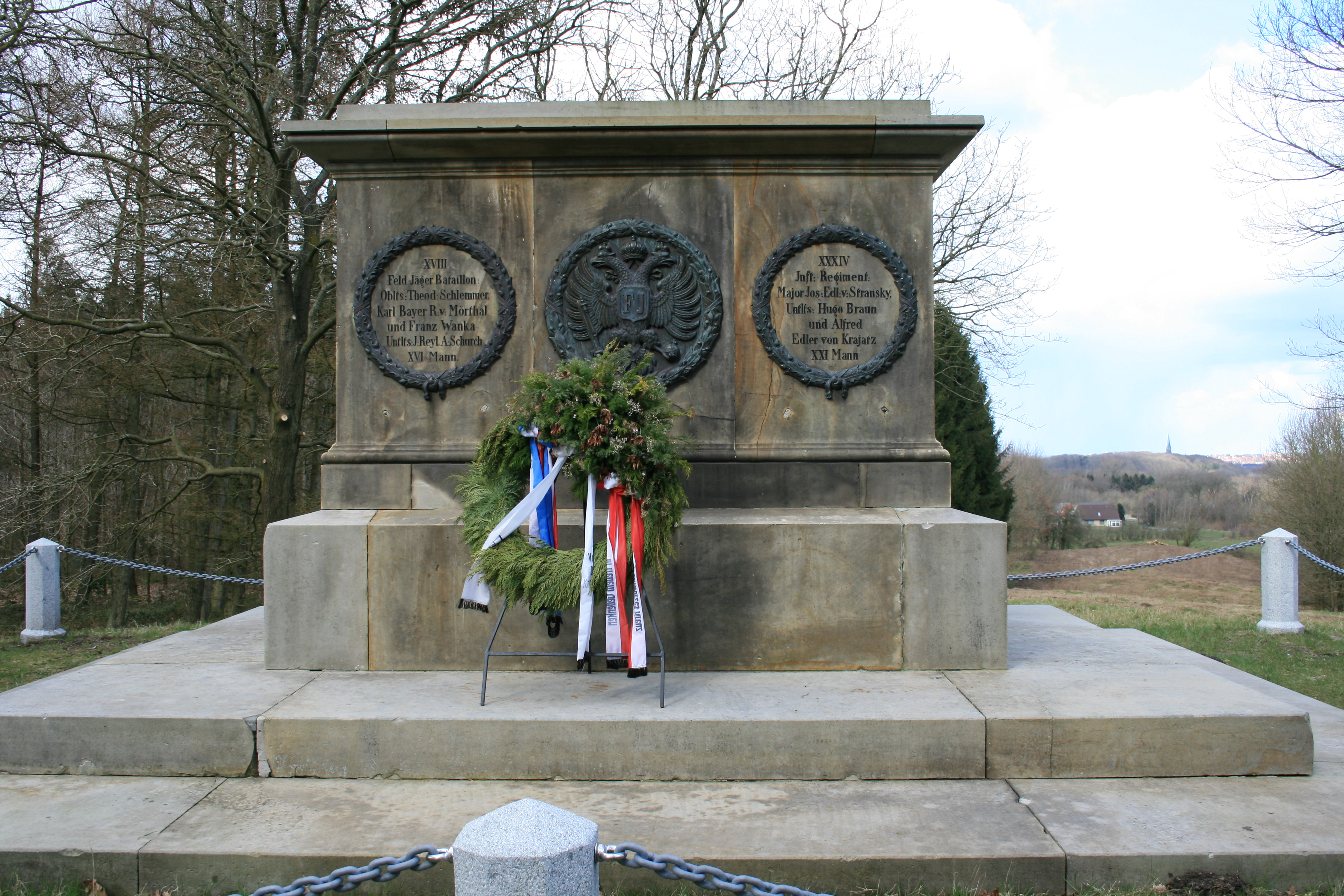
Denkmal auf dem Königshügel

Der Königshügel (dänisch: Kongshøj) ist eine etwa 42,0 m hohe natürliche Erhebung mit einem Grabhügel am Selker Noor an der Brekendorfer Landstraße in Selk im nördlichen Schleswig-Holstein.

## Geschichte
Die Erhebung wurde bereits bei dem Chronisten Helmold von Bosau Ende des 12. Jahrhunderts als Cuningis-Ho genannt und gibt vermutlich das altdänische Kunungshøgh wieder. Der Name setzt sich aus König (altdän. Kunung, niederdeutsch: Köhn, neudänisch: Konge) und -hügel (mitteldän.: hy) zusammen. Laut dem dänischen Chronisten Saxo Grammaticus soll hier ein Siwardus in einer Schlacht gefallen sein, eine Sage spricht von König Sigurd (dänisch: Sigtryg), der hier begraben sein soll. In der Nähe an der Furt zwischen dem Haddebyer und dem Selker Noor stand mit dem Sigtryggstein (Sigtrygsten) einer der Runensteine von Haithabu, der Runenstein ist heute im Wikinger Museum Haithabu ausgestellt. Der Name weist ansonsten möglicherweise auf ein Königsgericht oder einen Königshochsitz hin, der eventuell mit dem nahen Haithabu (Hedeby) in Verbindung stand. 872 soll eine Schlacht zwischen Wikingerkönigen am Königshügel stattgefunden hat. Neben dem Königshügel gibt es in der Umgebung Selks eine Vielzahl weiterer Hügel- und Hünengräber.
1864 wurde am Königshügel eine Gedenkstätte für die gefallenen österreichischen Soldaten im Deutsch-Dänischen Krieg errichtet. In der Umgebung gibt es weitere Denkmäler für gefallene Soldaten aus den beiden Schleswigschen Kriegen, so etwa eine dänische Gedenksäule am Busdorfer Teich.